# Und alles dreht sich
Und alles dreht sich ist das dritte Studioalbum von Nena. Es wurde am 9. Mai 1994 bei RMG Music Entertainment veröffentlicht.

## Hintergrund
Trotz des nur mittelmäßigen kommerziellen Erfolges des Vorgängers Bongo Girl von 1992 und dem damit verbundenen Verlust des Plattenvertrages mit Epic Records wurde das Album mit derselben Kernbesetzung eingespielt. Neben Rolf Brendel und Frank Becking verstärkten Carlo Karges, Mary Applegate und Thommie Bayer das Komponistenteam. Auch Jürgen Dehmel konnte wieder am Bass verpflichtet werden. Als zusätzliche Musiker sind Curt Cress am Schlagzeug und die Sessionmusiker Marcus Deml und Gustl Lütjens an der Gitarre und Andreas Lucas, Carmelo Mafali, Karo Straub und Tommy Schmidt an den Keyboards auf dem Album dabei. Das Album wurde im Dolphin Studio in Mörfelden aufgenommen, von Gunther Mende produziert und bei RMG veröffentlicht. Es ist Nenas einziges Studioalbum bei dieser kleinen deutschen Plattenfirma von Bernd Reisig, bei der auch Thommie Bayer Alben veröffentlichte. Weitere Alben erschienen nach neuem Plattenvertrag beim Musiklabel Polydor.

## Rezeption
Alan Severa von Allmusic vergab drei von fünf Sternen. Er sieht trotz der Ansammlung von ehemaligen Weggefährten der Nena-Band in dem Album kein Band-Revival. Die leichte Atmosphäre auf Bongo Girl weiche einem ruhigen Gefühl von Melancholie („the lightweight atmosphere of her previous album, Bongo Girl, is followed by a calm sense of melancholy“).

## Titelliste
| #   | Titel                      | Länge |
| --- | -------------------------- | ----- |
| 1.  | Ich halt' dich fest        | 3:48  |
| 2.  | Hol mich zurück            | 3:32  |
| 3.  | Weiße Wolke                | 6:10  |
| 4.  | Vor deiner Tür             | 3:46  |
| 5.  | Heimweh nach gestern       | 3:56  |
| 6.  | Armer weißer Mann          | 2:56  |
| 7.  | Einmal noch und immer mehr | 4:19  |
| 8.  | Wach' auf                  | 5:32  |
| 9.  | Touristen-Song             | 3:05  |
| 10. | Viel zuviel Glück          | 4:00  |
| 11. | Verzeih'                   | 2:25  |
| 12. | Ich bin die Liebe          | 6:11  |